# Liberation (Mýa)
Liberation è il quarto album discografico della cantante statunitense Mýa, pubblicato nell'ottobre 2007.

## Tracce
1. Liberation (Intro) – 0:18
2. I Am (feat. Charli Baltimore) – 3:49
3. Walka Not a Talka (feat. Snoop Dogg) – 3:35
4. Still a Woman – 3:57
5. No Touchin’ – 4:04
6. Lock U Down (feat. Lil Wayne) – 3:37
7. Lights Go Off – 6:23
8. Ridin' – 4:18
9. Switch It Up – 4:43
10. Give a Chick a Hand – 4:13
11. All in the Name of Love – 3:31
12. Life's Too Short – 4:02
13. Nothin' at All – 4:43